# Bradyporinae
Sous-famille
Les Bradyporinae sont une sous-famille d'orthoptères de la famille des Tettigoniidae. Elle est parfois considérée comme une famille, celle des Bradyporidae.

## Distribution
Les espèces de cette sous-famille se rencontrent en Europe, au nord de l'Afrique et en Asie.

## Description
Ce sont des éphippigères, des sauterelles aux ailes atrophiées.

## Liste des tribus et genres
Selon Orthoptera Species File (16/08/2017) :
- Bradyporini Burmeister, 1838
  - Bradyporus Charpentier, 1825
  - Pycnogaster Graells, 1851
- Ephippigerini Brunner von Wattenwyl, 1878
  - Afrosteropleurus Barat, 2012
  - Albarracinia Barat, 2012
  - Baetica Bolívar, 1903
  - Callicrania Bolívar, 1898
  - Coracinotus Barat, 2012
  - Corsteropleurus Barat, 2012
  - Ephippiger Berthold, 1827
  - Ephippigerida Bolívar, 1903
  - Lluciapomaresius Barat, 2012
  - Lucasinova Barat, 2012
  - Neocallicrania Pfau, 1996
  - Parasteropleurus Barat, 2012
  - Platystolus Bolívar, 1878
  - Praephippigera Bolívar, 1903
  - Sabaterpia Barat, 2012
  - Sorapagus Barat, 2012
  - Steropleurus Bolívar, 1878
  - Synephippius Navás, 1905
  - Uromenus Bolívar, 1878
- Zichyini Bolívar, 1901
  - Damalacantha Bei-Bienko, 1951
  - Deracantha Fischer von Waldheim, 1833
  - Deracanthella Bolívar, 1901
  - Deracanthina Bei-Bienko, 1951
  - Zichya Bolívar, 1901

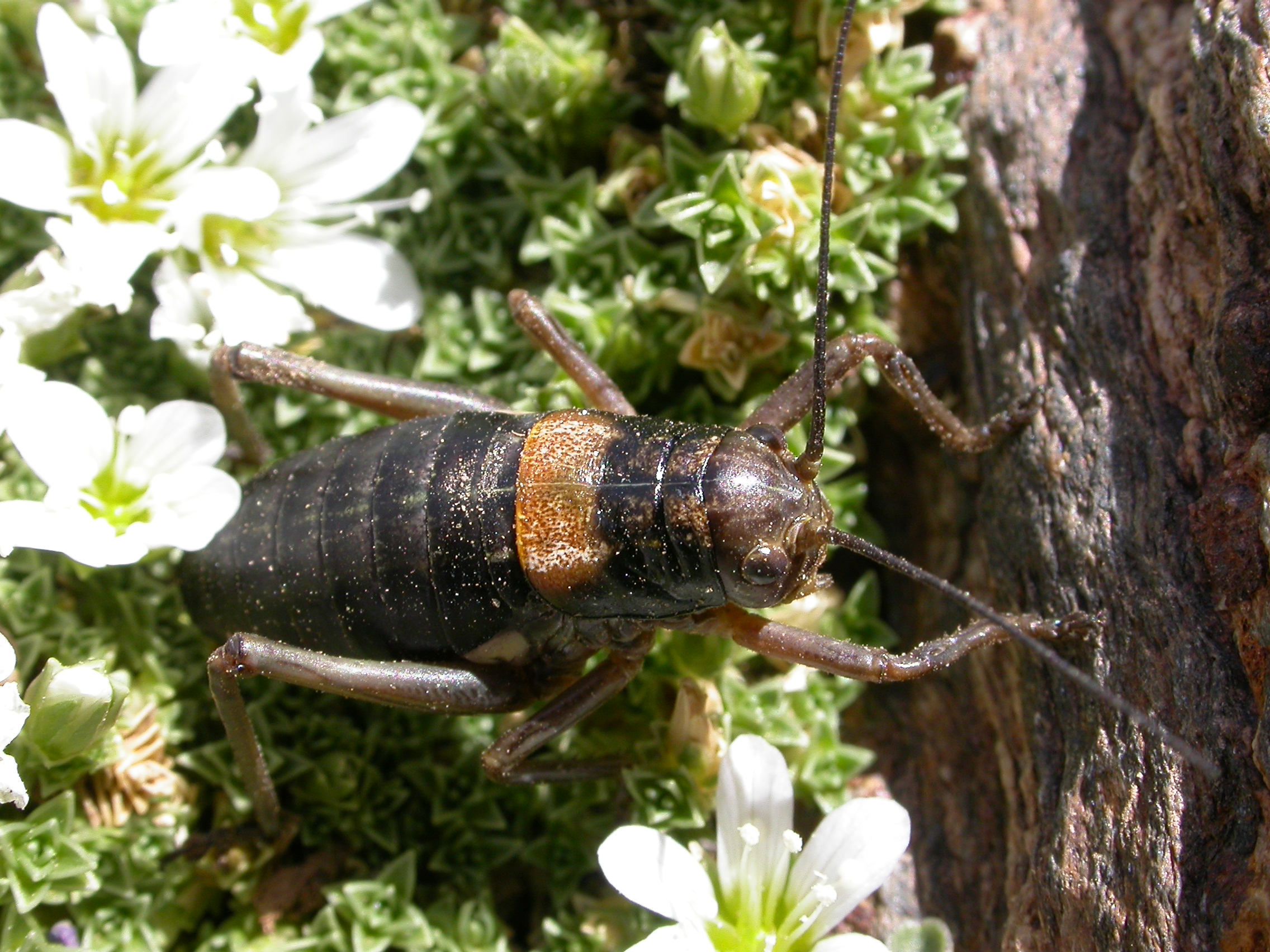
Baetica ustulata en Espagne.
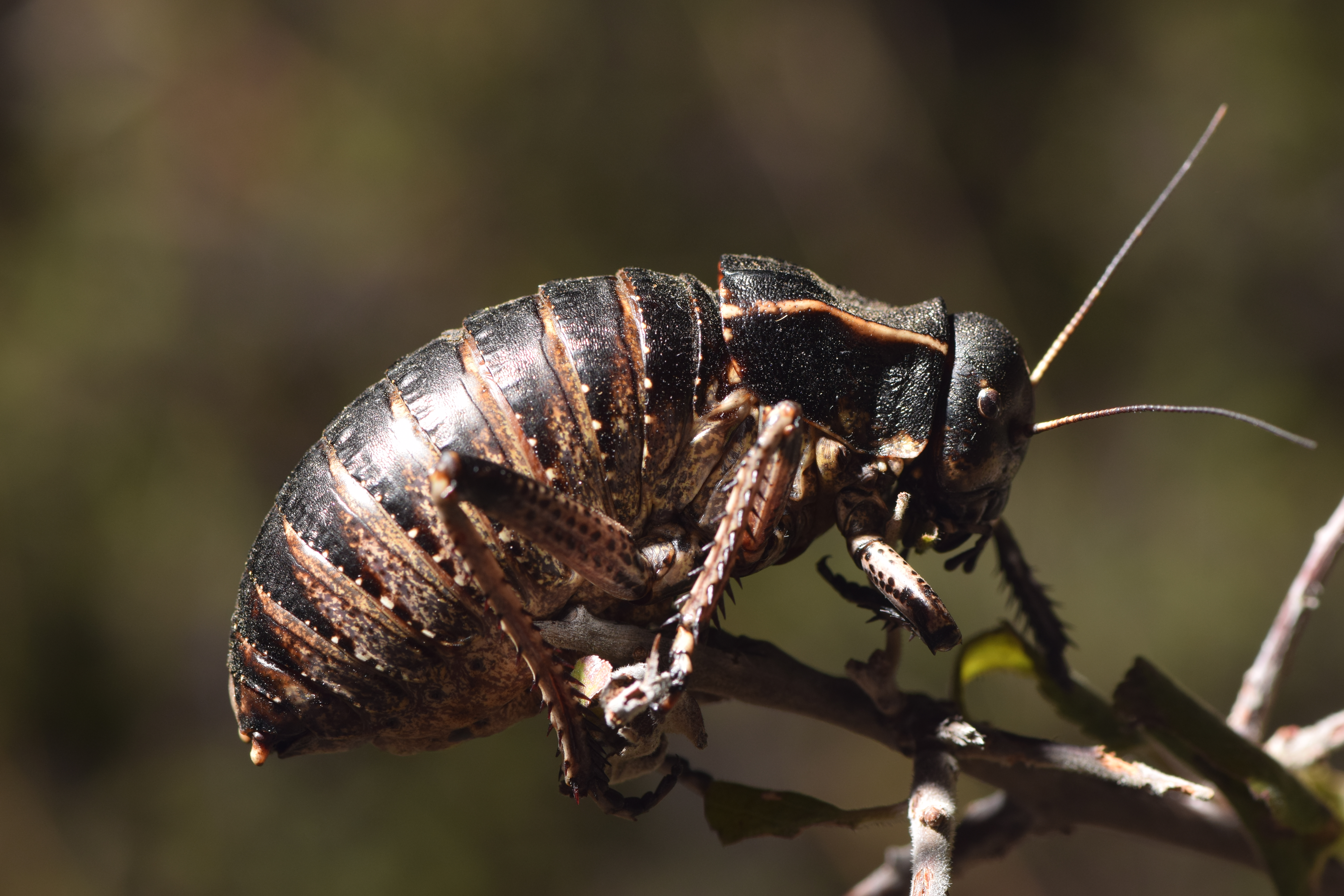
Bradyporus dasypus mâle adulte en Grèce.
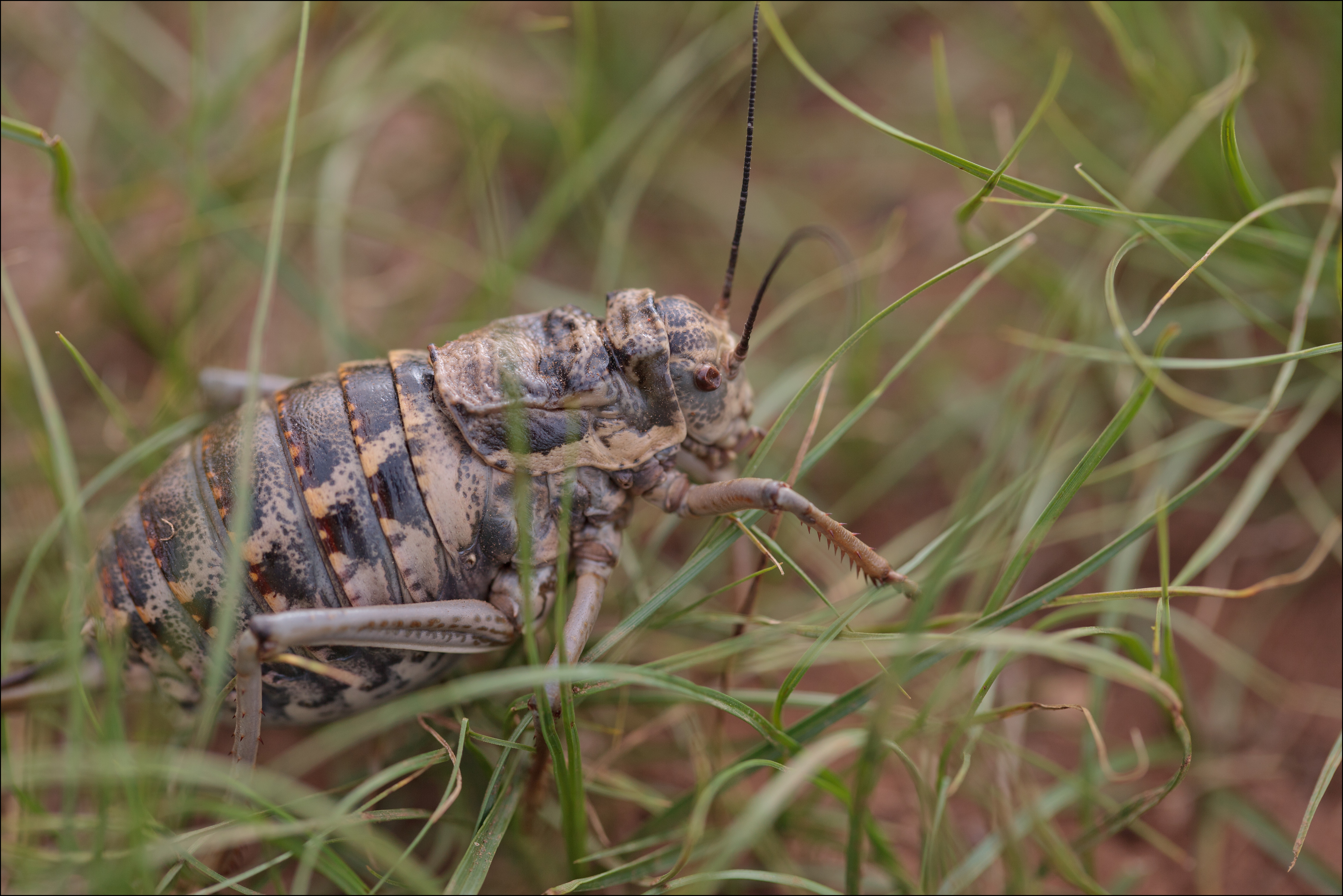
Femelle Deracantha onos.
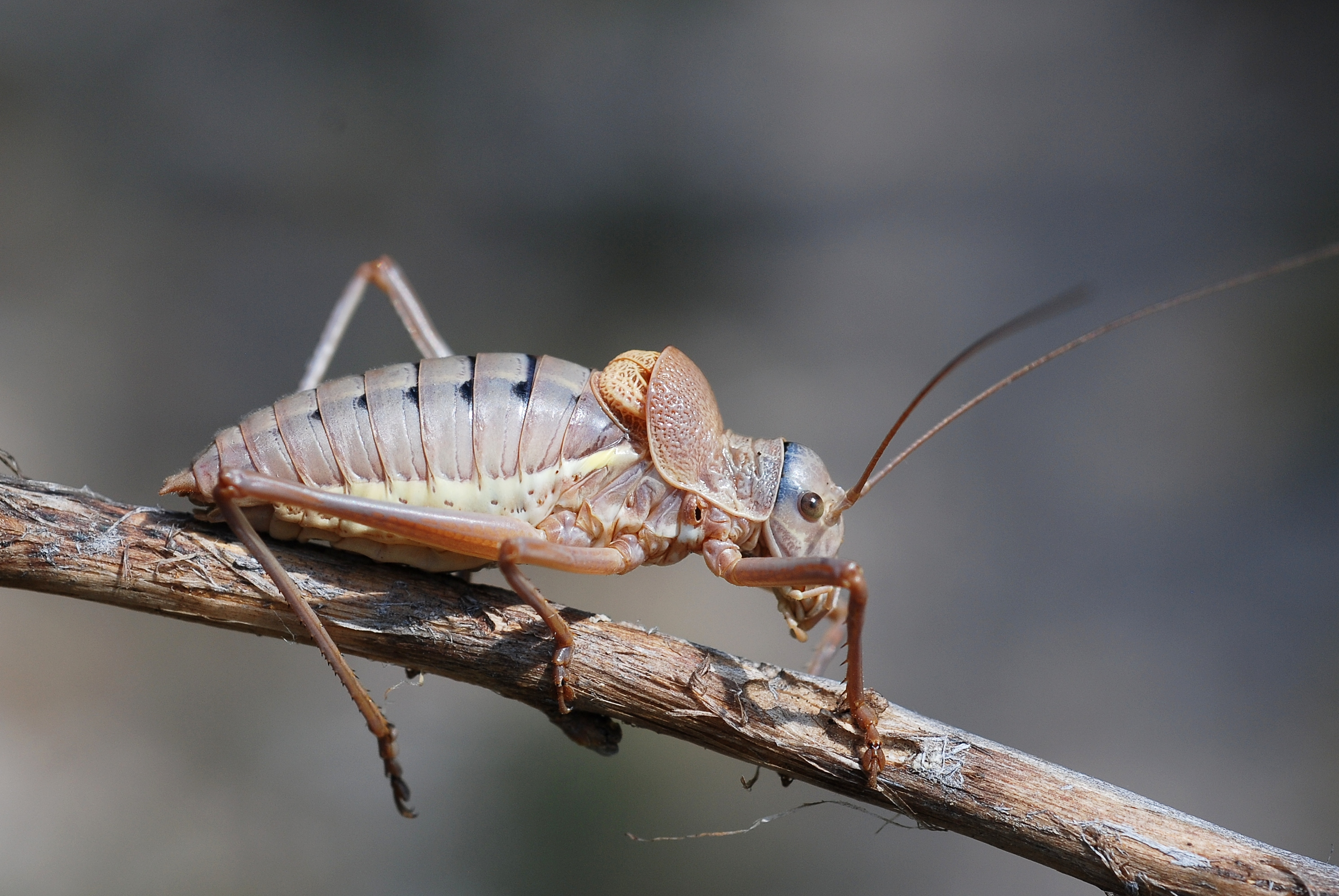
Mâle Ephippiger terrestris terrestris, sous espèce endémique du Sud-Est de la France.
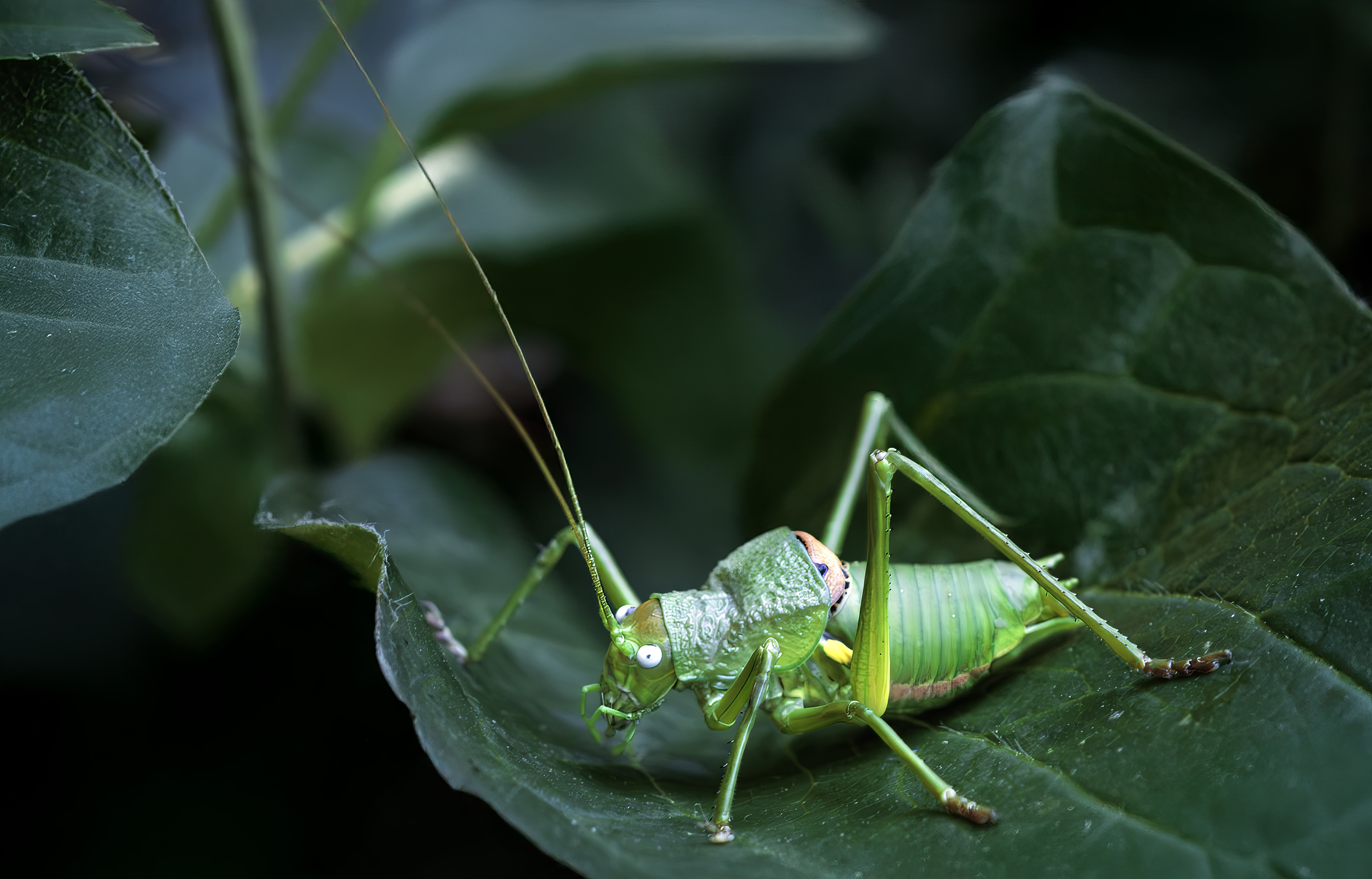
Uromenus rugosicollis mâle - Bouloc (Haute-Garonne) France.
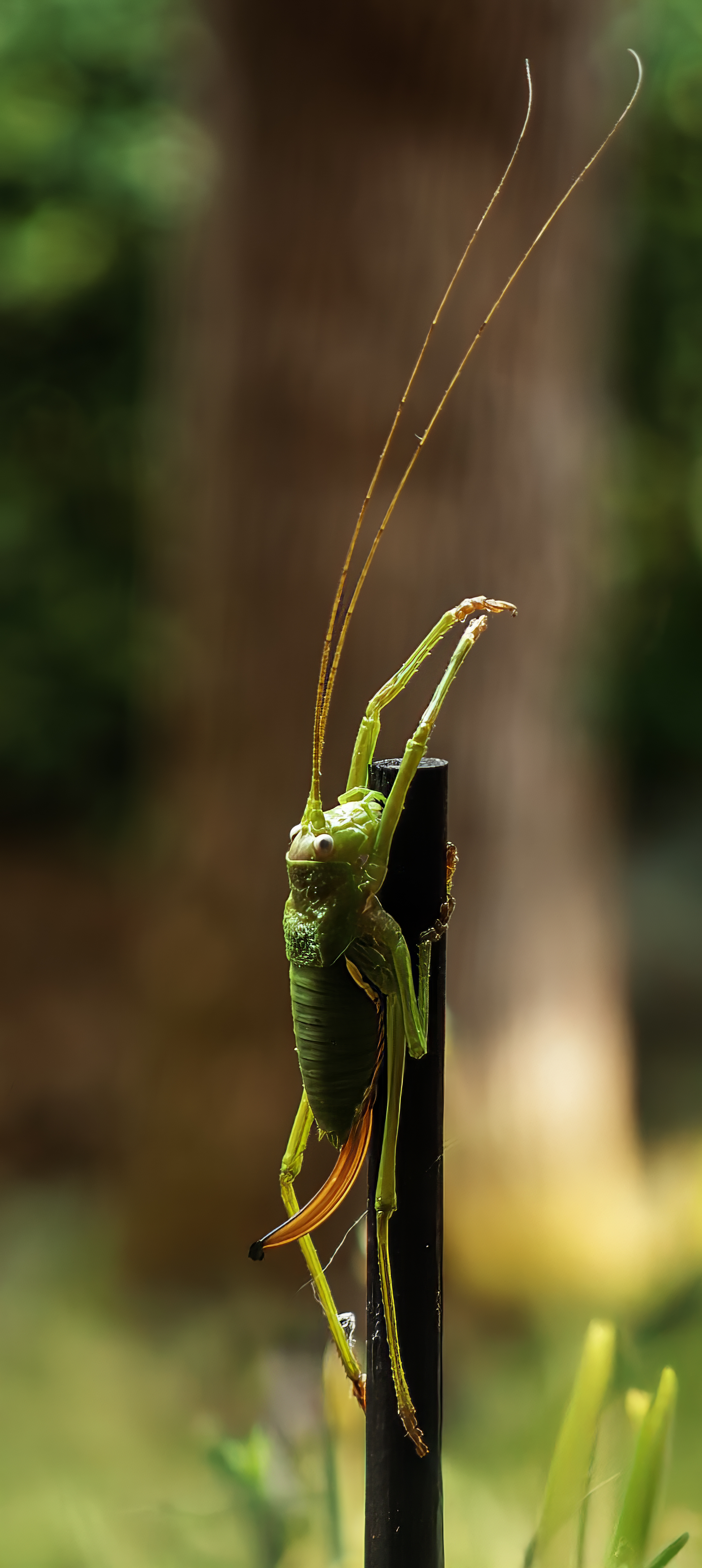
Femelle Uromenus rugosicollis femelle - Bouloc (Haute-Garonne) France.

## Référence
- Burmeister, 1838 : Handbuch der Entomologie. vol. 2, part. 2, n. 1 (texte original).